# Trofeo Alfredo Binda-Comune di Cittiglio 2010
La 35e édition du Trofeo Alfredo Binda-Comune di Cittiglio a eu lieu le 28 mars 2010. C'est la première épreuve de la Coupe du monde de cyclisme sur route féminine 2010. Elle est remportée par la Néerlandaise Marianne Vos.

## Présentation

### Parcours

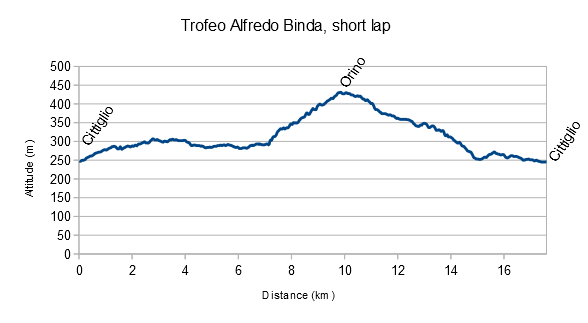
Profil du petit circuit

Le parcours débute de Cittiglio et se dirige vers Mesenzana. Il entame alors une boucle sans difficulté particulière vers Luino. De retour à Mesenzana, la montée vers Brinzio est empruntée. Le grand circuit revient ensuite vers Cittiglio. Quatre tours du petit circuit, long de 18 km, sont alors effectués. Sa principale difficulté est la montée allant à Orino.

### Équipes
| Équipes féminines professionnelles (18)- ACS Chirio-Forno d'Asolo - Cervélo TestTeam - ESGL 93-GSD Gestion - Fenixs-Petrogradets - Gauss RDZ Ormu - Hitec Products - HTC-Columbia Women - Kuota Speed Kueens - Lointek - Lotto Ladies - MTN - Noris cycling - Red Sun Cycling Team - Safi-Pasta Zara - SC Michela Fanini Record Rox - Top Girls Fassa Bortolo-Ghezzi - Vaiano-Tepso-Solaristech - Valdarno Équipes nationales (8)- Australie - États-Unis - Grande-Bretagne - Italie - Pays-Bas - Russie - Slovénie - Ukraine |
| |

## Favorites
Marianne Vos est la vainqueur sortante et favorite à sa propre succession. Nicole Cooke, après une saison 2009 décevante, va tenter de mieux démarrer l'année. La formation Cervélo vient au départ avec la grimpeuse Britannique Emma Pooley, tandis que HTC-Columbia peut compter sur Judith Arndt et Noemi Cantele. Trixi Worrack mène la formation Noris Emma Johansson la Redsun et Susanne Ljungskog la MTN, ce sont autant de candidates à la victoire,.

## Récit de la course
La côte de Brinzio provoque la première échappée avec un groupe de sept de coureuses dont : Regina Bruins, Emma Pooley, Linda Villumsen, Ludivine Henrion, Amanda Spratt et  Irina Molicheva. Le groupe est rapidement repris par un peloton réduit d'une vingtaine d'unités. Elles sont reprises avant le sommet, il s'y forme un autre groupe de seize coureuses dont Marianne Vos. Le circuit final provoque une sélection dans ce groupe. Elena Berlato, Tatiana Guderzo, Emma Pooley et Grace Verbeke tentent de s'échappée, mais on ne les laisse pas partir. Olga Zabelinskaïa sort ensuite seule, elle arrive au pied de l'ultime montée d'Orino en tête. Emma Pooley tente de faire la jonction seule, mais les meilleures reviennent dans sa roue. La Russe est reprise. Un groupe d'une dizaine de coureuses passent au sommet. Olga Zabelinskaïa attaque dans la descente, sans succès. Elle maintient une vitesse élevée qui pousse à la faute Emma Pooley qui entraîne avec elle Grace Verbeke et Irina Molicheva. Cela crée une cassure en la faveur de la Russe. Martine Bras et Ruth Corset sont en poursuite. Sous l'action d'Andrea Bosman, le groupe d'une dizaine de coureuses la reprend néanmoins dans les deux cents derniers mètres. Au sprint, la HTC-Columbia lance, mais Marianne Vos s'impose devant Martine Bras,,.

## Classements

### Classement final
| \| Classement général \| Classement général \| Classement général \| Classement général \| Classement général \| \| Coureuse \| Coureuse \| Pays \| Équipe \| Temps \| \| ------------------ \| ------------------ \| ------------------ \| ------------------------------ \| ------------------ \| \| 1re \| Marianne Vos \| Pays-Bas \| Pays-Bas \| 3 h 27 min 37 s \| \| 2e \| Martine Bras \| Pays-Bas \| Gauss RDZ Ormu \| + 0 s \| \| 3e \| Emma Johansson \| Suède \| Red Sun Cycling Team \| + 0 s \| \| 4e \| Ruth Corset \| Australie \| Australie \| + 0 s \| \| 5e \| Noemi Cantele \| Italie \| HTC-Columbia Women \| + 0 s \| \| 6e \| Nicole Cooke \| Royaume-Uni \| Grande-Bretagne \| + 0 s \| \| 7e \| Elena Berlato \| Italie \| Top Girls Fassa Bortolo-Ghezzi \| + 0 s \| \| 8e \| Judith Arndt \| Allemagne \| HTC-Columbia Women \| + 0 s \| \| 9e \| Tatiana Guderzo \| Italie \| Valdarno \| + 0 s \| \| 10e \| Olga Zabelinskaïa \| Russie \| Russie \| + 5 s \| |                   |             |                                |                 |
| |                   |             |                                |                 |
| Source : Cycling Quotient |                   |             |                                |                 |
| Classement général |                   |             |                                |                 |
| Coureuse | Coureuse          | Pays        | Équipe                         | Temps           |
| 1re | Marianne Vos      | Pays-Bas    | Pays-Bas                       | 3 h 27 min 37 s |
| 2e | Martine Bras      | Pays-Bas    | Gauss RDZ Ormu                 | + 0 s           |
| 3e | Emma Johansson    | Suède       | Red Sun Cycling Team           | + 0 s           |
| 4e | Ruth Corset       | Australie   | Australie                      | + 0 s           |
| 5e | Noemi Cantele     | Italie      | HTC-Columbia Women             | + 0 s           |
| 6e | Nicole Cooke      | Royaume-Uni | Grande-Bretagne                | + 0 s           |
| 7e | Elena Berlato     | Italie      | Top Girls Fassa Bortolo-Ghezzi | + 0 s           |
| 8e | Judith Arndt      | Allemagne   | HTC-Columbia Women             | + 0 s           |
| 9e | Tatiana Guderzo   | Italie      | Valdarno                       | + 0 s           |
| 10e | Olga Zabelinskaïa | Russie      | Russie                         | + 5 s           |

### Points attribués
| Position           | 1er | 2e | 3e | 4e | 5e | 6e | 7e | 8e | 9e | 10e | 11e | 12e | 13e | 14e | 15e |
| Classement général | 100 | 70 | 40 | 30 | 25 | 20 | 15 | 10 | 9  | 8   | 7   | 6   | 5   | 4   | 3   |

## Liste des participantes
| Légende | Légende                                                                                | Légende | Légende                                                    |
| ------- | -------------------------------------------------------------------------------------- | ------- | ---------------------------------------------------------- |
| Num     | Dossard de départ porté par le coureur sur ce Trofeo Alfredo Binda-Comune di Cittiglio | Pos     | Position à l'arrivée de la course                          |
|         | Indique un maillot de champion national ou mondial, suivi de sa spécialité             | NP      | Indique un coureur qui n'a pas pris le départ de la course |
| AB      | Indique un coureur qui n'a pas terminé la course                                       | HD      | Indique un coureur qui a terminé la course hors des délais |

| Pays-Bas NED | Pays-Bas NED         | Pays-Bas NED |
| ------------ | -------------------- | ------------ |
| Num          | Coureuse             | Pos          |
| 1            | Marianne Vos (route) | 1re          |
| 2            | Loes Gunnewijk       | 21e          |
| 3            | Annemiek van Vleuten | 40e          |
| 4            | Andrea Bosman        | 11e          |
| 5            | Chantal Blaak        | 59e          |
| 6            | Monique van de Ree   | AB           |

| Cervélo TestTeam CWT | Cervélo TestTeam CWT    | Cervélo TestTeam CWT |
| -------------------- | ----------------------- | -------------------- |
| Num                  | Coureuse                | Pos                  |
| 7                    | Regina Bruins (NED)     | 20e                  |
| 8                    | Patricia Schwager (SUI) | 65e                  |
| 9                    | Sharon Laws (GBR)       | 56e                  |
| 10                   | Iris Slappendel (NED)   | AB                   |
| 11                   | Emma Pooley (GBR)       | 14e                  |
| 12                   | Kirsten Wild (NED)      | 28e                  |

| HTC-Columbia Women TCW | HTC-Columbia Women TCW        | HTC-Columbia Women TCW |
| ---------------------- | ----------------------------- | ---------------------- |
| Num                    | Coureuse                      | Pos                    |
| 13                     | Judith Arndt (GER)            | 8e                     |
| 14                     | Noemi Cantele (ITA)           | 5e                     |
| 15                     | Luise Keller (GER)            | 45e                    |
| 16                     | Adrie Visser (NED)            | 29e                    |
| 17                     | Linda Villumsen (NZL) (route) | 25e                    |

| Noris cycling NUR | Noris cycling NUR    | Noris cycling NUR |
| ----------------- | -------------------- | ----------------- |
| Num               | Coureuse             | Pos               |
| 18                | Angela Brodtka (GER) | AB                |
| 19                | Jennifer Hohl (SUI)  | AB                |
| 20                | Marlen Jöhrend (GER) | AB                |
| 21                | Bianca Purath (GER)  | 52e               |
| 22                | Romy Kasper (GER)    | AB                |
| 23                | Trixi Worrack (GER)  | 70e               |

| Lotto Ladies LLT | Lotto Ladies LLT          | Lotto Ladies LLT |
| ---------------- | ------------------------- | ---------------- |
| Num              | Coureuse                  | Pos              |
| 24               | Veronica Andrèasson (SWE) | 68e              |
| 25               | Catherine Delfosse (BEL)  | 57e              |
| 26               | Rochelle Gilmore (AUS)    | AB               |
| 27               | Kim Schoonbaert (BEL)     | AB               |
| 28               | Grace Verbeke (BEL)       | 12e              |
| 29               | Vicki Whitelaw (AUS)      | 33e              |

| Red Sun Cycling Team RSC | Red Sun Cycling Team RSC         | Red Sun Cycling Team RSC |
| ------------------------ | -------------------------------- | ------------------------ |
| Num                      | Coureuse                         | Pos                      |
| 30                       | Emma Johansson (SWE)             | 3e                       |
| 31                       | Mascha Pijnenborg (NED)          | 39e                      |
| 32                       | Ludivine Henrion (BEL) (route)   | 17e                      |
| 33                       | Laure Werner (BEL)               | AB                       |
| 34                       | Petra Dijkman (NED)              | 42e                      |
| 35                       | Paulina Brzeźna-Bentkowska (POL) | 60e                      |

| Valdarno VAD | Valdarno VAD                  | Valdarno VAD |
| ------------ | ----------------------------- | ------------ |
| Num          | Coureuse                      | Pos          |
| 36           | Tania Belvederesi (ITA)       | 66e          |
| 37           | Laura Bozzolo (ITA)           | 63e          |
| 38           | Martina Corazza (ITA)         | AB           |
| 38           | Monia Baccaille (ITA) (route) | 67e          |
| 39           | Tatiana Guderzo (ITA) (route) | 9e           |
| 41           | Marta Vilajosana (ESP)        | AB           |

| Gauss RDZ Ormu GAU | Gauss RDZ Ormu GAU      | Gauss RDZ Ormu GAU |
| ------------------ | ----------------------- | ------------------ |
| Num                | Coureuse                | Pos                |
| 42                 | Edita Pučinskaitė (LTU) | 50e                |
| 43                 | Julia Martisova (RUS)   | 41e                |
| 44                 | Martine Bras (NED)      | 2e                 |
| 45                 | Elena Kuchinskaya (RUS) | 46e                |
| 46                 | Eleonora Suelotto (ITA) | AB                 |
| 47                 | Alessandra Borchi (ITA) | AB                 |

| Safi-Pasta Zara SAF | Safi-Pasta Zara SAF     | Safi-Pasta Zara SAF |
| ------------------- | ----------------------- | ------------------- |
| Num                 | Coureuse                | Pos                 |
| 48                  | Alona Andruk (UKR)      | 55e                 |
| 49                  | Inga Čilvinaitė (LTU)   | 23e                 |
| 50                  | Eleonora Patuzzo (ITA)  | 19e                 |
| 51                  | Eneritz Iturriaga (ESP) | 38e                 |
| 52                  | Marina Romoli (ITA)     | 37e                 |
| 53                  | Oxana Kozonchuk (RUS)   | 36e                 |

| Fenixs-Petrogradets FEN | Fenixs-Petrogradets FEN | Fenixs-Petrogradets FEN |
| ----------------------- | ----------------------- | ----------------------- |
| Num                     | Coureuse                | Pos                     |
| 54                      | Corine Hierckens (BEL)  | AB                      |
| 55                      | Monica Holler (SWE)     | AB                      |
| 56                      | Irina Molicheva (RUS)   | 15e                     |
| 57                      | Karin Aune (SWE)        | AB                      |
| 58                      | Urtė Juodvalkytė (LTU)  | AB                      |
| 59                      | Erika Vilūnaitė (LTU)   | AB                      |

| SC Michela Fanini Record Rox MIC | SC Michela Fanini Record Rox MIC | SC Michela Fanini Record Rox MIC |
| -------------------------------- | -------------------------------- | -------------------------------- |
| Num                              | Coureuse                         | Pos                              |
| 60                               | Edwige Pitel (FRA)               | 22e                              |
| 61                               | Verónica Leal (MEX) (route)      | 61e                              |
| 62                               | Martina Růžičková (CZE) (route)  | 58e                              |
| 63                               | Nina Ovcharenko (UKR)            | 48e                              |
| 64                               | Alice Marmorini (ITA)            | 35e                              |
| 65                               | Giulia Lazzerini (ITA)           | AB                               |

| MTN MTW | MTN MTW                     | MTN MTW |
| ------- | --------------------------- | ------- |
| Num     | Coureuse                    | Pos     |
| 66      | Susanne Ljungskog (SWE)     | AB      |
| 67      | Trine Schmidt (DEN)         | AB      |
| 68      | Marissa van der Merwe (RSA) | AB      |
| 69      | Robyn de Groot (RSA)        | 53e     |
| 70      | Carla Swart (RSA)           | 30e     |
| 71      | Lylanie Lauwrens (RSA)      | AB      |

| Hitec Products-UCK HPU | Hitec Products-UCK HPU     | Hitec Products-UCK HPU |
| ---------------------- | -------------------------- | ---------------------- |
| Num                    | Coureuse                   | Pos                    |
| 72                     | Sara Mustonen (SWE)        | 71e                    |
| 73                     | Isabelle Söderberg (SWE)   | AB                     |
| 74                     | Line Margareta Foss (NOR)  | AB                     |
| 75                     | Frøydis Meen Wærsted (NOR) | 43e                    |
| 76                     | Jacqueline Hahn (AUT)      | AB                     |
| 77                     | Kristine Saastad (NOR)     | AB                     |

| Top Girls Fassa Bortolo-Ghezzi TOG | Top Girls Fassa Bortolo-Ghezzi TOG | Top Girls Fassa Bortolo-Ghezzi TOG |
| ---------------------------------- | ---------------------------------- | ---------------------------------- |
| Num                                | Coureuse                           | Pos                                |
| 78                                 | Elena Berlato (ITA)                | 7e                                 |
| 79                                 | Valentina Carretta (ITA)           | 24e                                |
| 80                                 | Sigrid Corneo (SLO)                | 69e                                |
| 81                                 | Alessandra D'Ettorre (ITA)         | 32e                                |
| 82                                 | Gloria Presti (ITA)                | 27e                                |
| 83                                 | Silvia Valsecchi (ITA)             | AB                                 |

| ESGL 93-GSD Gestion ESG | ESGL 93-GSD Gestion ESG | ESGL 93-GSD Gestion ESG |
| ----------------------- | ----------------------- | ----------------------- |
| Num                     | Coureuse                | Pos                     |
| 84                      | Mélanie Bravard (FRA)   | AB                      |
| 85                      | Mélodie Lesueur (FRA)   | AB                      |
| 86                      | Christine Majerus (LUX) | AB                      |
| 87                      | Eugénie Mermillod (FRA) | AB                      |
| 88                      | Élodie Hegoburu (FRA)   | AB                      |
| 89                      | Aurore Verhoeven (FRA)  | AB                      |

| ACS Chirio-Forno d'Asolo USC | ACS Chirio-Forno d'Asolo USC | ACS Chirio-Forno d'Asolo USC |
| ---------------------------- | ---------------------------- | ---------------------------- |
| Num                          | Coureuse                     | Pos                          |
| 90                           | Viktoriya Vologdnina (UKR)   | AB                           |
| 91                           | Edita Ungurytė (LTU)         | AB                           |
| 92                           | Rosane Kirch (BRA)           | AB                           |
| 93                           | Olena Oliinyk (UKR)          | 44e                          |
| 94                           | Tetyana Riabchenko (UKR)     | AB                           |
| 95                           | Francesca Faustini (ITA)     | AB                           |

| Lointek LTK | Lointek LTK                 | Lointek LTK |
| ----------- | --------------------------- | ----------- |
| Num         | Coureuse                    | Pos         |
| 96          | Leticia Gil (ESP)           | AB          |
| 97          | Rosario Rodriguez (ESP)     | AB          |
| 98          | Silvia Tirado Márquez (ESP) | AB          |
| 99          | Mireia Epelde (ESP)         | AB          |
| 100         | Judit Masdeu Cort (ESP)     | AB          |
| 101         | Anne-Marie Schmitt (LUX)    | AB          |

| Kuota Speed Kueens KSK | Kuota Speed Kueens KSK      | Kuota Speed Kueens KSK |
| ---------------------- | --------------------------- | ---------------------- |
| Num                    | Coureuse                    | Pos                    |
| 102                    | Bernadette Schober (AUT)    | AB                     |
| 103                    | Anna Maria Gürtler (AUT)    | AB                     |
| 104                    | Bettina Barbara Tesar (AUT) | AB                     |
| 105                    | Daniela Pintarelli (AUT)    | 47e                    |
| 107                    | Elisabeth Reiner (AUT)      | AB                     |

| Vaiano Solaristech VAI | Vaiano Solaristech VAI     | Vaiano Solaristech VAI |
| ---------------------- | -------------------------- | ---------------------- |
| Num                    | Coureuse                   | Pos                    |
| 108                    | Simona Frapporti (ITA)     | AB                     |
| 109                    | Valentina Scandolara (ITA) | 31e                    |
| 110                    | Alena Sitsko (BLR)         | AB                     |
| 111                    | Eleonora Spaliviero (ITA)  | AB                     |
| 112                    | Kataržina Sosna (LTU)      | AB                     |
| 113                    | Chiara Vanni (ITA)         | AB                     |

| Italie ITA | Italie ITA           | Italie ITA |
| ---------- | -------------------- | ---------- |
| Num        | Coureuse             | Pos        |
| 114        | Rossella Callovi     | 34e        |
| 115        | Rossella Gobbo       | AB         |
| 116        | Eva Lechner          | 26e        |
| 117        | Elisa Longo Borghini | AB         |

| Australie AUS | Australie AUS       | Australie AUS |
| ------------- | ------------------- | ------------- |
| Num           | Coureuse            | Pos           |
| 118           | Kirsty Broun        | AB            |
| 119           | Lauren Kitchen      | AB            |
| 120           | Tiffany Cromwell    | 51e           |
| 121           | Amanda Spratt       | 16e           |
| 122           | Ruth Corset (route) | 4e            |
| 123           | Rachel Neylan       | 13e           |

| États-Unis USA | États-Unis USA | États-Unis USA |
| -------------- | -------------- | -------------- |
| Num            | Coureuse       | Pos            |
| 124            | Andrea Dvorak  | AB             |
| 125            | Janel Holcomb  | AB             |
| 126            | Lauren Tamayo  | AB             |
| 127            | Sinead Miller  | 18e            |
| 129            | Alisha Welsh   | AB             |

| Grande-Bretagne GBR | Grande-Bretagne GBR  | Grande-Bretagne GBR |
| ------------------- | -------------------- | ------------------- |
| Num                 | Coureuse             | Pos                 |
| 130                 | Nicole Cooke (route) | 6e                  |
| 132                 | Hannah Mayho         | AB                  |
| 133                 | Lucy Martin          | AB                  |
| 134                 | Emma Trott           | 62e                 |
| 135                 | Katie Colclough      | AB                  |

| Russie RUS | Russie RUS        | Russie RUS |
| ---------- | ----------------- | ---------- |
| Num        | Coureuse          | Pos        |
| 136        | Olga Zabelinskaïa | 10e        |
| 137        | Yulia Blindyuk    | AB         |
| 138        | Larissa Pankowa   | AB         |
| 139        | Anna Potokina     | AB         |

| Ukraine UKR | Ukraine UKR      | Ukraine UKR |
| ----------- | ---------------- | ----------- |
| Num         | Coureuse         | Pos         |
| 140         | Anna Nahirna     | AB          |
| 141         | Oksana Kashchyna | 64e         |
| 142         | Olena Pavlukhina | AB          |
| 143         | Valerya Velichko | AB          |
| 144         | Olena Sharga     | 54e         |

| Slovénie SLO | Slovénie SLO    | Slovénie SLO |
| ------------ | --------------- | ------------ |
| Num          | Coureuse        | Pos          |
| 145          | Polona Batagelj | 49e          |
| 146          | Urša Pintar     | AB           |
| 147          | Alenka Novak    | AB           |
| 148          | Živa Verbič     | AB           |
| 149          | Ajda Opeka      | AB           |
| 150          | Tjaša Rutar     | AB           |

| Pays-Bas NED | Pays-Bas NED         | Pays-Bas NED |
| ------------ | -------------------- | ------------ |
| Num          | Coureuse             | Pos          |
| 1            | Marianne Vos (route) | 1re          |
| 2            | Loes Gunnewijk       | 21e          |
| 3            | Annemiek van Vleuten | 40e          |
| 4            | Andrea Bosman        | 11e          |
| 5            | Chantal Blaak        | 59e          |
| 6            | Monique van de Ree   | AB           |

| Cervélo TestTeam CWT | Cervélo TestTeam CWT    | Cervélo TestTeam CWT |
| -------------------- | ----------------------- | -------------------- |
| Num                  | Coureuse                | Pos                  |
| 7                    | Regina Bruins (NED)     | 20e                  |
| 8                    | Patricia Schwager (SUI) | 65e                  |
| 9                    | Sharon Laws (GBR)       | 56e                  |
| 10                   | Iris Slappendel (NED)   | AB                   |
| 11                   | Emma Pooley (GBR)       | 14e                  |
| 12                   | Kirsten Wild (NED)      | 28e                  |

| HTC-Columbia Women TCW | HTC-Columbia Women TCW        | HTC-Columbia Women TCW |
| ---------------------- | ----------------------------- | ---------------------- |
| Num                    | Coureuse                      | Pos                    |
| 13                     | Judith Arndt (GER)            | 8e                     |
| 14                     | Noemi Cantele (ITA)           | 5e                     |
| 15                     | Luise Keller (GER)            | 45e                    |
| 16                     | Adrie Visser (NED)            | 29e                    |
| 17                     | Linda Villumsen (NZL) (route) | 25e                    |

| Noris cycling NUR | Noris cycling NUR    | Noris cycling NUR |
| ----------------- | -------------------- | ----------------- |
| Num               | Coureuse             | Pos               |
| 18                | Angela Brodtka (GER) | AB                |
| 19                | Jennifer Hohl (SUI)  | AB                |
| 20                | Marlen Jöhrend (GER) | AB                |
| 21                | Bianca Purath (GER)  | 52e               |
| 22                | Romy Kasper (GER)    | AB                |
| 23                | Trixi Worrack (GER)  | 70e               |

| Lotto Ladies LLT | Lotto Ladies LLT          | Lotto Ladies LLT |
| ---------------- | ------------------------- | ---------------- |
| Num              | Coureuse                  | Pos              |
| 24               | Veronica Andrèasson (SWE) | 68e              |
| 25               | Catherine Delfosse (BEL)  | 57e              |
| 26               | Rochelle Gilmore (AUS)    | AB               |
| 27               | Kim Schoonbaert (BEL)     | AB               |
| 28               | Grace Verbeke (BEL)       | 12e              |
| 29               | Vicki Whitelaw (AUS)      | 33e              |

| Red Sun Cycling Team RSC | Red Sun Cycling Team RSC         | Red Sun Cycling Team RSC |
| ------------------------ | -------------------------------- | ------------------------ |
| Num                      | Coureuse                         | Pos                      |
| 30                       | Emma Johansson (SWE)             | 3e                       |
| 31                       | Mascha Pijnenborg (NED)          | 39e                      |
| 32                       | Ludivine Henrion (BEL) (route)   | 17e                      |
| 33                       | Laure Werner (BEL)               | AB                       |
| 34                       | Petra Dijkman (NED)              | 42e                      |
| 35                       | Paulina Brzeźna-Bentkowska (POL) | 60e                      |

| Valdarno VAD | Valdarno VAD                  | Valdarno VAD |
| ------------ | ----------------------------- | ------------ |
| Num          | Coureuse                      | Pos          |
| 36           | Tania Belvederesi (ITA)       | 66e          |
| 37           | Laura Bozzolo (ITA)           | 63e          |
| 38           | Martina Corazza (ITA)         | AB           |
| 38           | Monia Baccaille (ITA) (route) | 67e          |
| 39           | Tatiana Guderzo (ITA) (route) | 9e           |
| 41           | Marta Vilajosana (ESP)        | AB           |

| Gauss RDZ Ormu GAU | Gauss RDZ Ormu GAU      | Gauss RDZ Ormu GAU |
| ------------------ | ----------------------- | ------------------ |
| Num                | Coureuse                | Pos                |
| 42                 | Edita Pučinskaitė (LTU) | 50e                |
| 43                 | Julia Martisova (RUS)   | 41e                |
| 44                 | Martine Bras (NED)      | 2e                 |
| 45                 | Elena Kuchinskaya (RUS) | 46e                |
| 46                 | Eleonora Suelotto (ITA) | AB                 |
| 47                 | Alessandra Borchi (ITA) | AB                 |

| Safi-Pasta Zara SAF | Safi-Pasta Zara SAF     | Safi-Pasta Zara SAF |
| ------------------- | ----------------------- | ------------------- |
| Num                 | Coureuse                | Pos                 |
| 48                  | Alona Andruk (UKR)      | 55e                 |
| 49                  | Inga Čilvinaitė (LTU)   | 23e                 |
| 50                  | Eleonora Patuzzo (ITA)  | 19e                 |
| 51                  | Eneritz Iturriaga (ESP) | 38e                 |
| 52                  | Marina Romoli (ITA)     | 37e                 |
| 53                  | Oxana Kozonchuk (RUS)   | 36e                 |

| Fenixs-Petrogradets FEN | Fenixs-Petrogradets FEN | Fenixs-Petrogradets FEN |
| ----------------------- | ----------------------- | ----------------------- |
| Num                     | Coureuse                | Pos                     |
| 54                      | Corine Hierckens (BEL)  | AB                      |
| 55                      | Monica Holler (SWE)     | AB                      |
| 56                      | Irina Molicheva (RUS)   | 15e                     |
| 57                      | Karin Aune (SWE)        | AB                      |
| 58                      | Urtė Juodvalkytė (LTU)  | AB                      |
| 59                      | Erika Vilūnaitė (LTU)   | AB                      |

| SC Michela Fanini Record Rox MIC | SC Michela Fanini Record Rox MIC | SC Michela Fanini Record Rox MIC |
| -------------------------------- | -------------------------------- | -------------------------------- |
| Num                              | Coureuse                         | Pos                              |
| 60                               | Edwige Pitel (FRA)               | 22e                              |
| 61                               | Verónica Leal (MEX) (route)      | 61e                              |
| 62                               | Martina Růžičková (CZE) (route)  | 58e                              |
| 63                               | Nina Ovcharenko (UKR)            | 48e                              |
| 64                               | Alice Marmorini (ITA)            | 35e                              |
| 65                               | Giulia Lazzerini (ITA)           | AB                               |

| MTN MTW | MTN MTW                     | MTN MTW |
| ------- | --------------------------- | ------- |
| Num     | Coureuse                    | Pos     |
| 66      | Susanne Ljungskog (SWE)     | AB      |
| 67      | Trine Schmidt (DEN)         | AB      |
| 68      | Marissa van der Merwe (RSA) | AB      |
| 69      | Robyn de Groot (RSA)        | 53e     |
| 70      | Carla Swart (RSA)           | 30e     |
| 71      | Lylanie Lauwrens (RSA)      | AB      |

| Hitec Products-UCK HPU | Hitec Products-UCK HPU     | Hitec Products-UCK HPU |
| ---------------------- | -------------------------- | ---------------------- |
| Num                    | Coureuse                   | Pos                    |
| 72                     | Sara Mustonen (SWE)        | 71e                    |
| 73                     | Isabelle Söderberg (SWE)   | AB                     |
| 74                     | Line Margareta Foss (NOR)  | AB                     |
| 75                     | Frøydis Meen Wærsted (NOR) | 43e                    |
| 76                     | Jacqueline Hahn (AUT)      | AB                     |
| 77                     | Kristine Saastad (NOR)     | AB                     |

| Top Girls Fassa Bortolo-Ghezzi TOG | Top Girls Fassa Bortolo-Ghezzi TOG | Top Girls Fassa Bortolo-Ghezzi TOG |
| ---------------------------------- | ---------------------------------- | ---------------------------------- |
| Num                                | Coureuse                           | Pos                                |
| 78                                 | Elena Berlato (ITA)                | 7e                                 |
| 79                                 | Valentina Carretta (ITA)           | 24e                                |
| 80                                 | Sigrid Corneo (SLO)                | 69e                                |
| 81                                 | Alessandra D'Ettorre (ITA)         | 32e                                |
| 82                                 | Gloria Presti (ITA)                | 27e                                |
| 83                                 | Silvia Valsecchi (ITA)             | AB                                 |

| ESGL 93-GSD Gestion ESG | ESGL 93-GSD Gestion ESG | ESGL 93-GSD Gestion ESG |
| ----------------------- | ----------------------- | ----------------------- |
| Num                     | Coureuse                | Pos                     |
| 84                      | Mélanie Bravard (FRA)   | AB                      |
| 85                      | Mélodie Lesueur (FRA)   | AB                      |
| 86                      | Christine Majerus (LUX) | AB                      |
| 87                      | Eugénie Mermillod (FRA) | AB                      |
| 88                      | Élodie Hegoburu (FRA)   | AB                      |
| 89                      | Aurore Verhoeven (FRA)  | AB                      |

| ACS Chirio-Forno d'Asolo USC | ACS Chirio-Forno d'Asolo USC | ACS Chirio-Forno d'Asolo USC |
| ---------------------------- | ---------------------------- | ---------------------------- |
| Num                          | Coureuse                     | Pos                          |
| 90                           | Viktoriya Vologdnina (UKR)   | AB                           |
| 91                           | Edita Ungurytė (LTU)         | AB                           |
| 92                           | Rosane Kirch (BRA)           | AB                           |
| 93                           | Olena Oliinyk (UKR)          | 44e                          |
| 94                           | Tetyana Riabchenko (UKR)     | AB                           |
| 95                           | Francesca Faustini (ITA)     | AB                           |

| Lointek LTK | Lointek LTK                 | Lointek LTK |
| ----------- | --------------------------- | ----------- |
| Num         | Coureuse                    | Pos         |
| 96          | Leticia Gil (ESP)           | AB          |
| 97          | Rosario Rodriguez (ESP)     | AB          |
| 98          | Silvia Tirado Márquez (ESP) | AB          |
| 99          | Mireia Epelde (ESP)         | AB          |
| 100         | Judit Masdeu Cort (ESP)     | AB          |
| 101         | Anne-Marie Schmitt (LUX)    | AB          |

| Kuota Speed Kueens KSK | Kuota Speed Kueens KSK      | Kuota Speed Kueens KSK |
| ---------------------- | --------------------------- | ---------------------- |
| Num                    | Coureuse                    | Pos                    |
| 102                    | Bernadette Schober (AUT)    | AB                     |
| 103                    | Anna Maria Gürtler (AUT)    | AB                     |
| 104                    | Bettina Barbara Tesar (AUT) | AB                     |
| 105                    | Daniela Pintarelli (AUT)    | 47e                    |
| 107                    | Elisabeth Reiner (AUT)      | AB                     |

| Vaiano Solaristech VAI | Vaiano Solaristech VAI     | Vaiano Solaristech VAI |
| ---------------------- | -------------------------- | ---------------------- |
| Num                    | Coureuse                   | Pos                    |
| 108                    | Simona Frapporti (ITA)     | AB                     |
| 109                    | Valentina Scandolara (ITA) | 31e                    |
| 110                    | Alena Sitsko (BLR)         | AB                     |
| 111                    | Eleonora Spaliviero (ITA)  | AB                     |
| 112                    | Kataržina Sosna (LTU)      | AB                     |
| 113                    | Chiara Vanni (ITA)         | AB                     |

| Italie ITA | Italie ITA           | Italie ITA |
| ---------- | -------------------- | ---------- |
| Num        | Coureuse             | Pos        |
| 114        | Rossella Callovi     | 34e        |
| 115        | Rossella Gobbo       | AB         |
| 116        | Eva Lechner          | 26e        |
| 117        | Elisa Longo Borghini | AB         |

| Australie AUS | Australie AUS       | Australie AUS |
| ------------- | ------------------- | ------------- |
| Num           | Coureuse            | Pos           |
| 118           | Kirsty Broun        | AB            |
| 119           | Lauren Kitchen      | AB            |
| 120           | Tiffany Cromwell    | 51e           |
| 121           | Amanda Spratt       | 16e           |
| 122           | Ruth Corset (route) | 4e            |
| 123           | Rachel Neylan       | 13e           |

| États-Unis USA | États-Unis USA | États-Unis USA |
| -------------- | -------------- | -------------- |
| Num            | Coureuse       | Pos            |
| 124            | Andrea Dvorak  | AB             |
| 125            | Janel Holcomb  | AB             |
| 126            | Lauren Tamayo  | AB             |
| 127            | Sinead Miller  | 18e            |
| 129            | Alisha Welsh   | AB             |

| Grande-Bretagne GBR | Grande-Bretagne GBR  | Grande-Bretagne GBR |
| ------------------- | -------------------- | ------------------- |
| Num                 | Coureuse             | Pos                 |
| 130                 | Nicole Cooke (route) | 6e                  |
| 132                 | Hannah Mayho         | AB                  |
| 133                 | Lucy Martin          | AB                  |
| 134                 | Emma Trott           | 62e                 |
| 135                 | Katie Colclough      | AB                  |

| Russie RUS | Russie RUS        | Russie RUS |
| ---------- | ----------------- | ---------- |
| Num        | Coureuse          | Pos        |
| 136        | Olga Zabelinskaïa | 10e        |
| 137        | Yulia Blindyuk    | AB         |
| 138        | Larissa Pankowa   | AB         |
| 139        | Anna Potokina     | AB         |

| Ukraine UKR | Ukraine UKR      | Ukraine UKR |
| ----------- | ---------------- | ----------- |
| Num         | Coureuse         | Pos         |
| 140         | Anna Nahirna     | AB          |
| 141         | Oksana Kashchyna | 64e         |
| 142         | Olena Pavlukhina | AB          |
| 143         | Valerya Velichko | AB          |
| 144         | Olena Sharga     | 54e         |

| Slovénie SLO | Slovénie SLO    | Slovénie SLO |
| ------------ | --------------- | ------------ |
| Num          | Coureuse        | Pos          |
| 145          | Polona Batagelj | 49e          |
| 146          | Urša Pintar     | AB           |
| 147          | Alenka Novak    | AB           |
| 148          | Živa Verbič     | AB           |
| 149          | Ajda Opeka      | AB           |
| 150          | Tjaša Rutar     | AB           |

Source.

## Médias
La Rai retransmet une heure de la course. Silvio Martinello est commentateur technique.